# Mavrodolu
Mavrodolu – wieś w Rumunii, w okręgu Ardżesz, w gminie Rătești. W 2011 roku liczyła 178 mieszkańców.